# Cryptocentrus fasciatus
Cryptocentrus fasciatus es una especie de peces de la familia de los Gobiidae en el orden de los Perciformes.

## Morfología
Los machos pueden llegar a alcanzar los 14 cm de longitud total.

## Distribución geográfica
Se encuentra desde el África Oriental hasta Melanesia y la Gran Barrera de Coral.

## Observaciones
Es inofensivo para los humanos.